# Augusto Cavalcanti de Albuquerque
Augusto Cavalcanti de Albuquerque (Vitória do Santo Antão, 21 de setembro de 1878 — ?, julho de 1935) foi um político brasileiro. Exerceu o mandato de deputado federal constituinte por Pernambuco em 1934.